# الظرافة (السياني)

تعديل مصدري - تعديل

الظرافة هي إحدى قرى عزلة ذي شراق بمديرية السياني التابعة لمحافظة إب، بلغ تعداد سكانها 1007 نسمة حسب تعداد اليمن لعام 2004.